# فرودگاه ویتوریا دا کونکیستا
فرودگاه ویتوریا دا کونکیستا (به انگلیسی: Vitória da Conquista Airport) (به زبان بومی: Aeroporto Pedro Otacílio Figueiredo) یک فرودگاه همگانی مسافربری با کد یاتا VDC است که یک باند فرود آسفالت دارد و طول باند آن ۱۷۷۵ متر است. این فرودگاه در کشور برزیل قرار دارد و در ارتفاع ۹۱۵ متری از سطح دریا واقع شده‌است.

## شرکت‌های هواپیمایی و مقصدهای پروازی
| شرکت‌های هواپیمایی     | مقصدهای پروازی                                               |
| --------------------- | ------------------------------------------------------------ |
| آزول برزیلین ایرلاینز | تانکردو نوس، دپوتادو لوئیس ادواردو مگاهاس                    |
| پاساردو لینهاس آئرئاس | برازیلیا، دپوتادو لوئیس ادواردو مگاهاس، سائو پائولو گوارولوس |